# 川島章吾
川島 章吾（かわしま しょうご）は、日本の元男性声優。主にアイレム関連作品で活躍していたが、『ポンコツラジオ』第44回及び自身のブログにて声優業からの引退を発表した。
『パチパラ3D デラックス海物語 〜パチプロ風雲録・花 孤島の勝負師たち〜』は2013年2月7日発売のため、引退後の出演作となる。

## 出演作品

### テレビアニメ
2004年
- 愛してるぜベイベ★★（店主、まりかの父、男子生徒）

### ゲーム
2005年
- アニマムンディ 終わりなき闇の舞踏（ジャン・デスパニエ）
- 三洋パチンコパラダイス11 〜新海とさらば銀玉の狼〜（流れ鷹のケン）
- 人生は上々だ!（栗山潤平）
- 必殺裏稼業
- ポンコツ浪漫大活劇バンピートロット（バニラビーンズ）

2006年
- 絶体絶命都市2 -凍てついた記憶たち-（速水祐司）
- パチパラ13 〜スーパー海とパチプロ風雲録〜（主人公・男）

2007年
- パチパラ14 〜風と雲とスーパー海IN沖縄〜（主人公・男）

2013年
- パチパラ3D デラックス海物語 〜パチプロ風雲録・花 孤島の勝負師たち〜（猿渡、一馬）

### ラジオ
- バンピートロット ポンコツラジオ → ポンコツラジオ

### 舞台
- 第1回茶風林プロデュース公演「ベンケイ☆パンチ」（2004年12月10日 - 12日、銀座小劇場）